# غريغ كارتر
غريغ كارتر (بالإنجليزية: Greg Carter)‏ هو لاعب كرة قاعدة أمريكي، ولد في 29 يوليو 1954.